# The Dudley Boyz

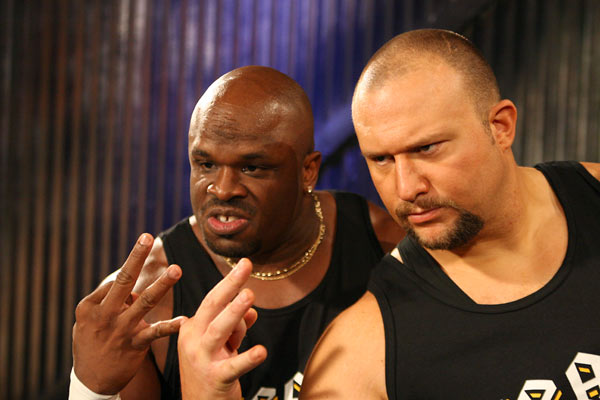
Team3D

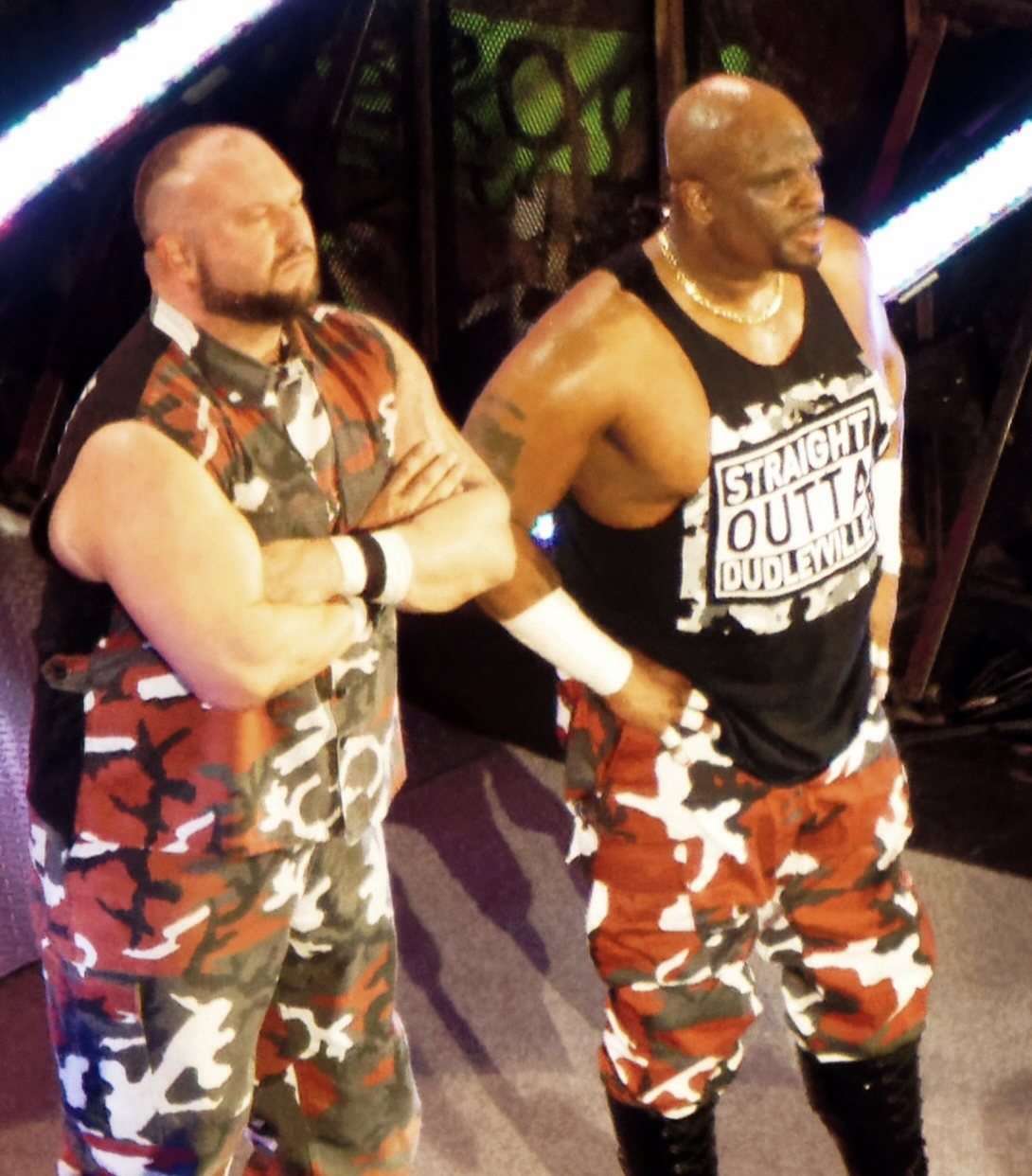
The Dudley Boyz 2016

Dudley Boyz, de asemenea, cunoscuti sub numele de Team 3D, a fost o echipă de wrestling profesionist compusă de frații Bubba Ray Dudley si D-Von Dudley, care în trecut a lucrat pentru WWE.
Echipa a fost inițial o parte din stable, The Dudleys, începându-și cariera în Extreme Championship Wrestling. Dupa ce au obtinut un succes considerabil, a-u atins faima atunci când au semnat cu World Wrestling Entertainment a fost adăugat ca membru ocazional Spike Dudley.
Mark și Devon sunt mai bine cunoscuti în lupte pe echipe decât în mod individual. În plus, sunt uni dintre exponenții maximi in Tables Match (lupte cu mese) și Hardcore Match (lupte extreme), principala caracteristică a lor. 
Grupul a câștigat 24 de campionate pe echipe, inclusiv Campionatul Mondial pe echipe din WWE, Campionatul pe echipe din WWE, Campionatul pe echipe din ECW, Campionatul Mondial pe echipe din WCW, Campionatul Mondial pe echipe din NWA, Campionatul Mondial pe echipe din TNA și Super Campionatul pe echipe din HUSTLE, și, mai recent campionatul pe echipe din IWGP în Japonia. Fiind o echipă care a reușit să câștige marea majoritate a campionatelor de cupluri de companii de wrestling majore (WWE, WCW, ECW, NWA, TNA, HUSTLE, și IWGP)
În timpul estanței sale în TNA, ambii și-au schimbat numele la Brother Ray/Bully Ray si Brother Devon/Devon, și pe 21 may, 2007, și-au schimbat numele Dudley Boyz la Team 3D.
Pe 22 august 2016 la Raw, și-au anunțat retragerea din wrestling.

## În Wrestling
- Manevre de final
  - 3D - Dudley Death Drop / Deadly Death Drop[1][2][4] (Combinație de flapjack Devon și tăietor de Ray, uneori pe o masă) - inovat
  - 3D II - Dudley Death Drop II[4] (Combinație de burta-la-spate suplex la Devon și neckbreaker Ray)[1]
  - Aided sitout superbomb,[1] , de obicei pe o masă

## Campionate și realizări
- All Japan Pro Wrestling
  - AJPW World's Strongest Tag Team League (2005)
- Extreme Championship Wrestling
  - ECW Tag Team Championship (de 8 ori)
- World Wrestling Federation - World Wrestling Entertainment
  - WCW World Tag Team Championship (1 data)
  - WWE Tag Team Championship (1 data)
  - WWF/E World Tag Team Championship (de 8 ori)
  - WWE Hardcore Championship (de 11 ori) - Bubba
- HUSTLE
  - HUSTLE Super Tag Team Championship (1 data)
- Total Nonstop Action Wrestling
  - NWA World Tag Team Championship (1 data)
  - TNA World Tag Team Championship (de 2 ori)
  - TNA World Heavyweight Championship (de 2 ori) - Bully Ray
  - TNA Televiziune Campionat (1 data) - Devon

- Pro Wrestling Illustrated
  - Cel mai bun meci al Anului - 2000, vs Edge & Christian și Hardy Boyz (Triangle Ladder match, WrestleMania 2000[5]
  - Echipa Anului - 2001[6]
  - Cel mai bun meci al Anului - 2001, vs Edge & Christian și Hardy Boyz (TLC II match, WrestleMania X-Seven)[5]
- Wrestling Observer Newsletter
  - Situat pe locul Nº7 din WON cel Mai bun cuplu al deceniului (2000-2009)[7]